# Rasmus Paludan
Rasmus Paludan, född 2 januari 1982 på Nordsjälland, uppvuxen i Hornbæk i Danmark, är en dansk och svensk jurist och politiker. Han är ordförande för det danska partiet Stram Kurs, som grundades 2017, och svenska partiet Stram Kurs Sverige, som grundades 2021. Paludan är verksam som advokat i Danmark.
Paludan är islam- och invandringskritisk och har fått uppmärksamhet för att genomföra kontroversiella bränningar av Koranen på flera platser runt Sverige och Danmark.

## Uppväxt
Rasmus Paludan växte upp i Helsingör. Paludan innehar numera även svenskt medborgarskap eftersom hans far är svensk. Efter att ha tagit studenten i Helsingör år 2000 fullgjorde han sin värnplikt. Därefter läste Paludan juridik och tog examen som jurist år 2008 vid Köpenhamns universitet. Under sina studier arbetade han för Kromann Reumert, en av Danmarks största advokatbyråer, och praktiserade vid Internationella brottmålsdomstolen i Haag.

## Aktivistgärning

### Civilrätts- och kriminalfall
I december 2004 lämnade Rasmus Paludan in en stämningsansökan mot Rasmus Paludan Malver, som då var medlem i Konservativ ungdom. Paludan krävde att Paludan Malver inte skulle få lov att använda sitt efternamn Paludan. Paludan kände sig irriterad över att Paludan Malver vid flera tillfällen hade kallat sig själv Paludan utan Malver. Under fyra år hade Rasmus Paludan anmält Paludan Malver till polisen upp mot tio gånger. Paludan Malver hade tidigare hetat Rasmus Paludan-Andersen, men bytte namn för att inte bli hopblandad med Stram Kurs-partiledaren, som under den tiden var medlem i Radikal Ungdom.
År 2006 stämde Paludan två medlemmar av Konservativ Ungdom för förtal. I en diskussionsartikel på Konservativ Ungdoms hemsida hade de två medlemmarna kallat Paludan för "a nasty slick boy" och "neurotisk". De dömdes båda till 500 danska kronor i böter. År 2008 polisanmälde Paludan en 21-årig man för hets mot folkgrupp. Den unge mannen hade uttryckt sig kränkande i en Facebook-grupp mot homosexuella. Mannen skrev enligt Urban (tidning) följande: "hitle(r) han skulle ha haft lov til at slå alle bøsser ihjel så havde vi aldrig haft det her problem i dag...". 
År 2013 meddelades Paludan besöksförbud i fem år då han hade sökt upp och försökt kontakta en tidigare student från tiden då han studerat latin vid Köpenhamns universitet.
År 2015 dömdes Paludan till 10 dagsböter à 400 danska kronor då han förolämpat en polisassistent. Under rättegången åberopade Paludan en läkarundersökning från 2008 där han efter en neuropsykologisk utredning blev diagnostiserad med en hjärnskada han fått i samband med en trafikolycka 2005 som hade lämnat honom med kognitiva förluster. Paludan förklarade att olyckan hade orsakat en förändring i hans beteende som gjorde det svårt för honom att tolerera andra människors misstag utan att visa frustration.

### Dömd för hets mot folkgrupp 2019 och 2020
I april 2019 dömdes Paludan av rätten i Glostrup till 14 dagars fängelse för hets mot folkgrupp. Paludan hade uttryckt att afrikaner skulle ha låg IQ i en video som publicerades den 2 april 2018 på Youtube. Domstolen ansåg även att videon var propaganda, vilket enligt lagen är en försvårande omständighet. Paludan överklagade domen till landsretten.
I juni 2020 åtalades Paludan för 14 brott i domstolen i Næstved. Åtalen rörde rasism, förtal och vårdslös körning. Den 25 juni befanns Paludan skyldig till samtliga åtalspunkter  och dömdes till tre månaders fängelse, varav en månad villkorlig. Förutom fängelsestraffet blev Paludan fråntagen sitt körkort i ett år, fråntagen rätten att leda brottmål som advokat under tre år och dömdes till böter. Paludan överklagade domen och den 2 september 2021 fann även Østre Landsret honom skyldig, men gjorde hela fängelsestraffet villkorligt, minskade skadeståndet och fråntog inte Paludan rätten att föra brottmål. Landsrätten upprätthöll dock den ovillkorliga indragningen av körkortet och en trafikbot.

### Koranbränningen i Malmö 2020
Fredag 28 augusti 2020 planerade Paludan tillsammans med svenska gatukonstnären Dan Park att bränna Koranen under en demonstration i Malmöstadsdelen Rosengård, men nekades demonstrationstillstånd av Förvaltningsrätten som gick på polisens rekommendation. Paludan stoppades av poliser när han kom med bil till Öresundsbrons betalstation i Lernacken. Paludan möttes av ett avvisningsbeslut enligt utlänningslagen paragraf 8:11 och besked om inreseförbud till Sverige under två år. Enligt polisen motiverades inreseförbudet med att "hans agerande och inresefrihet skulle vara ett hot mot grundläggande samhällsintresse" och det gäller under två år.
Sympatisörer till Paludans parti Stram Kurs arrangerade ändå en ej tillståndsgiven koranbränning i Emilstorp nära Rosengård. Samma dag genomfördes en manifestation på Stortorget i Malmö där deltagarna sparkade omkring en Koran på marken, tre av dem greps av polis misstänkta för hets mot folkgrupp. Koranbränningen och Stortorget-aktionen följdes av ett våldsamt upplopp i Malmö, med runt 300 personer. Upploppet började som en demonstration på Amiralsgatan i höjd med Rosengård. Polisen försökte stoppa demonstrationen i höjd med Scheelegatan. Upploppsmakarna brände däck samt angrep polis och räddningstjänst med gatstenar och fyrverkerier. Ett antal poliser skadades under kravallerna. Fem personer greps under natten misstänkta för våldsamt upplopp och tio personer omhändertogs för störande av allmän ordning.
Efter att Paludan den 28 augusti 2020 nekats inresa till Sverige och fått ett beslut om inreseförbud hit under två år, uppstod frågan om han inte också var svensk medborgare. Paludan ansökte därför om en så kallad medborgarskapsförklaring vid Migrationsverket, som verket kan meddela om det råder ovisshet om svenskt medborgarskap. Migrationsverket meddelade den 28 september 2020 en sådan förklaring att Paludan var svensk medborgare och Migrationsverket skrev i beslutet att han förvärvade sitt svenska medborgarskap den 1 juni 1989 när hans svenske far, Tomas Polvall, gifte sig med hans danska mor. Paludan deklarerat därefter att han avsåg att nyttja sin medborgerliga rättighet att resa in i Sverige.

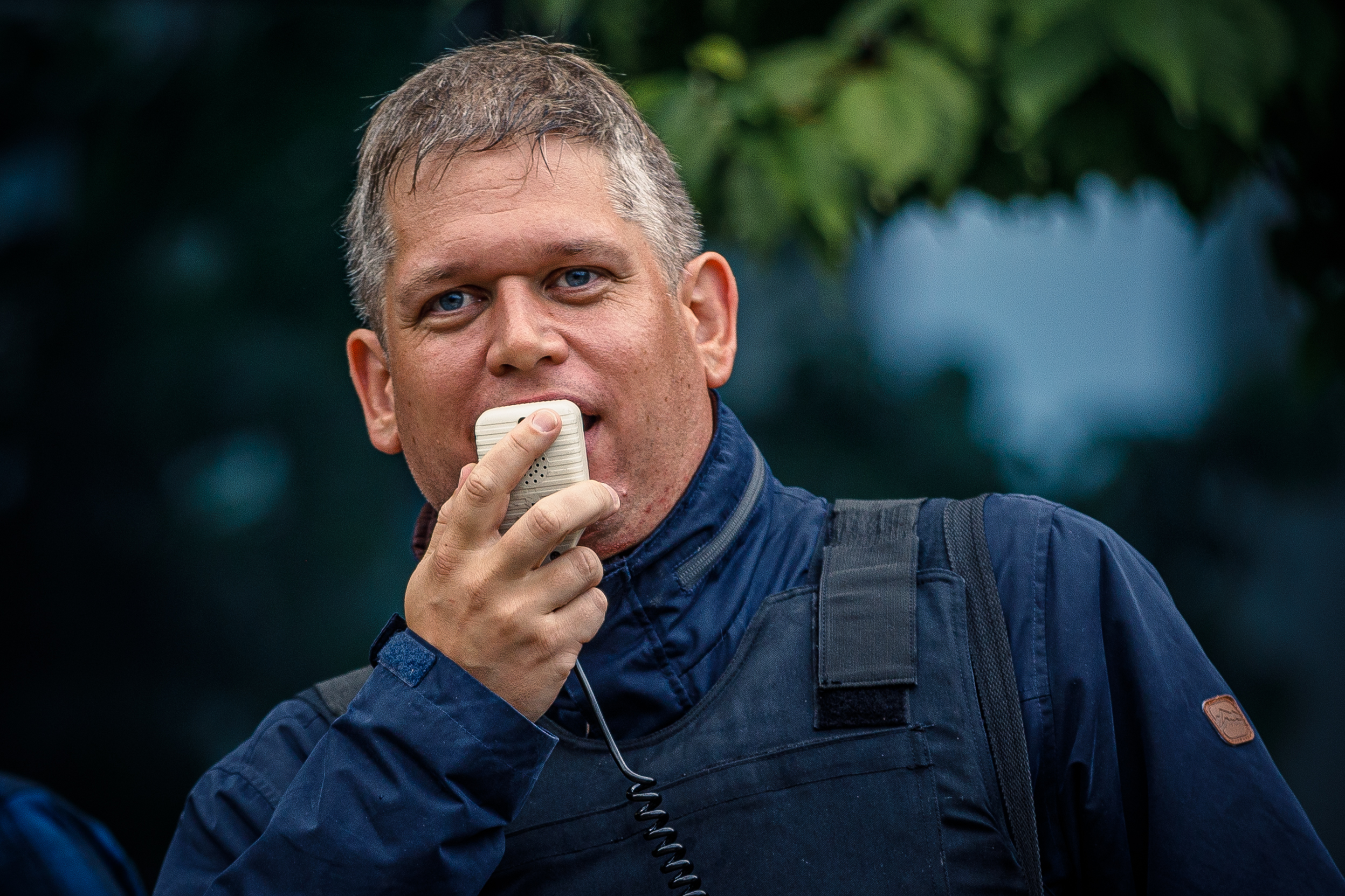
Rasmus Paludan under ett valmöte för Stram Kurs Sverige i Sollentuna i augusti 2022.

### Påskupploppen i Sverige 2022
Under april 2022 sökte Paludan tillstånd för flera möten med koranbränning med de uttalade syftena att peka på svenska regeringen misslyckande att integrera immigranter samtidigt som han ville kritisera religionen islam. Paludans möten med koranbränning möttes med våldsamma kravaller på sex platser i Sverige, i vissa fall utan att någon koranbränning skedde. 300 poliser skadades och många bilar sattes i brand.

### Koranbränningen vid Turkiets ambassad 2023

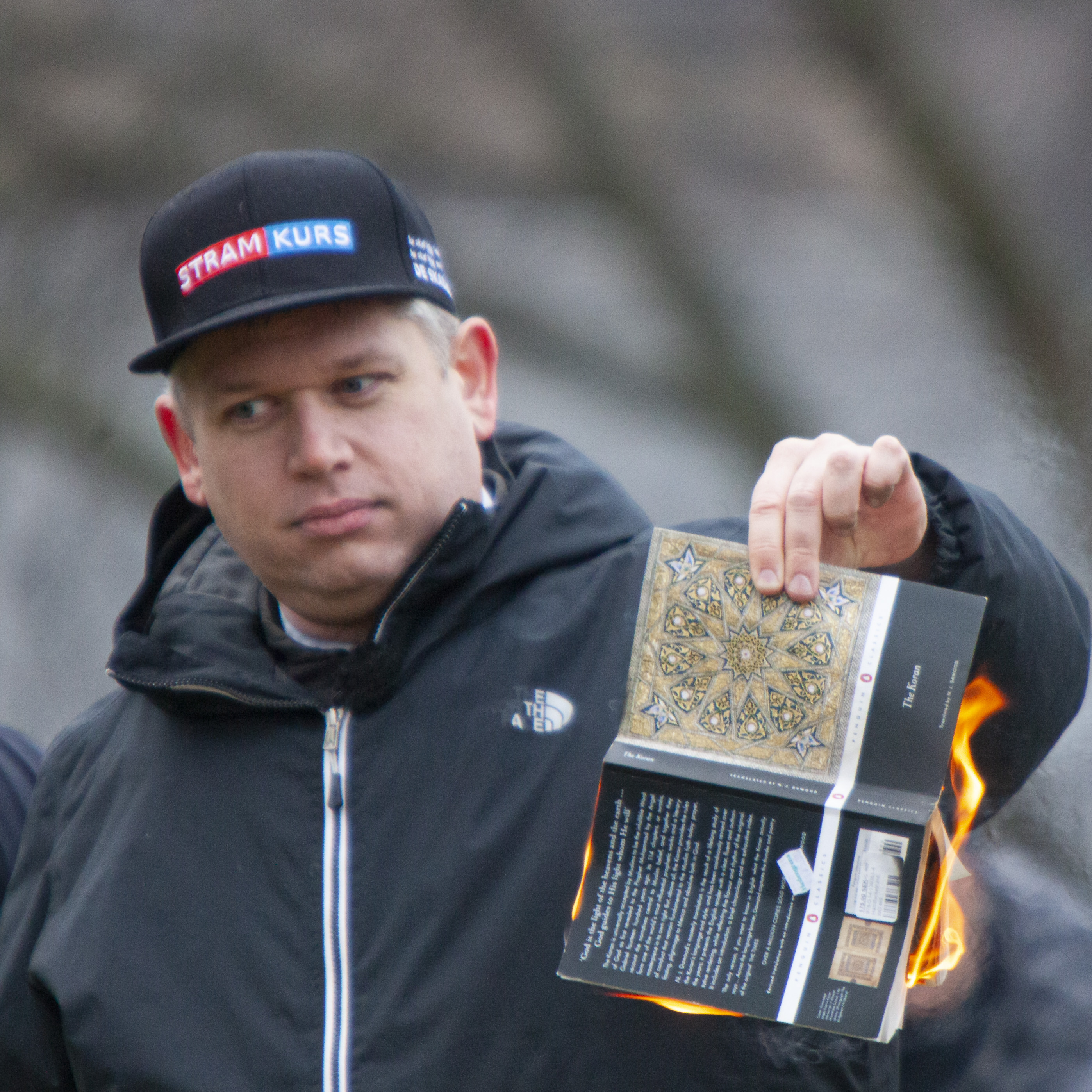
Rasmus Paludan bränner en engelskspråkig Koran utanför turkiska ambassaden i Stockholm 21 januari 2023

Paludan sökte i januari 2023 tillstånd för en allmän sammankomst för att kunna bränna en Koran vid Turkiets ambassad i Stockholm. Demonstrationen den 21 januari 2023 skedde vid en tidpunkt då Sveriges och Finlands ansökan om medlemskap i Nato var beroende av Turkiets godkännande. Efter Paludans demonstration twittrade statsminister Ulf Kristersson att ”Yttrandefrihet är en grundläggande del av demokratin. Men det som är lagligt är inte nödvändigtvis lämpligt”. Kristersson uttryckte även sympatier för muslimer som känt sig förolämpade av koranbränningen. I Turkiet skedde demonstrationer bland annat utanför Sveriges ambassad och generalkonsulat där svenska flaggan och bilder av Paludan brändes. Liknande våldsamma demonstrationer utspelade sig 23 januari utanför Sveriges ambassad i Bagdad. Paludans demonstration väckte officiella reaktioner även utanför Sverige och Turkiet. Saudiarabien, Kuwait och Jordanien fördömde officiellt aktionen, och talibanregimen i Afghanistan uppmanade Sveriges regering att straffa Paludan.

### Dömd till fängelse 2024
Den 5 november 2024 dömde Malmö tingsrätt Rasmus Paludan till fyra månaders fängelse för två fall av hets mot folkgrupp och ett fall av förolämpning. Det första tillfället inträffade på en rastplats i utkanten av Malmö i samband med påskupploppen 2022. Paludan lade då in bacon i en Koran, sparkade och tände eld på boken. Åklagaren menade att Paludan vid tillfället sa saker med innebörden att muslimer gillar att använda våld och att det är svårt att vara en bra person om man är muslim. Det andra tillfället rörde en sammankomst i september samma år då Paludan talade om araber och afrikaner som kriminella och mindre intelligenta människor. I samband med händelsen uttryckte han även upprepade gånger nedsättande ord mot en enskild person.
Malmö tingsrätt ansåg att Paludans agerande inte kunde ursäktas som kritik mot islam eller som politiskt kampanjarbete utan gick i stället ut på att smäda och kränka muslimer.
Att fängelse valdes som påföljd berodde på att Rasmus Paludan 2019 och 2020 dömts för liknande brott av dansk domstol. Paludan nekade hela tiden till brott och hävdade att han endast velat ha en dialog om islam. Han kommer att överklaga domen.

## Advokat
Paludan har varit advokat sedan 2014. Som advokat har han företrätt flera klienter som beskriver sig själva som "systemkritiker". En av dessa är Lars Kragh Andersen, som 2015 dömdes till 30 dagars fängelse för att bland annat ha publicerat före detta statsminister Helle Thorning-Schmidt och försvarsminister Nicolai Wammens personnummer. Han har även företrätt konstnären Uwe Max Jensen, som dömts för upphovsrättsbrott och misshandel.
År 2017 företrädde Paludan en 42-årig man som var anklagad för hädelse efter ha eldat upp en Koran. Fallet lades ner sedan folketinget valde att avskaffa lagen om hädelse i juni 2017.

## Stram Kurs
Paludan har väckt uppmärksamhet med sina demonstrationer och arrangemang, ofta i invandrartäta områden, som filmats och spridits på Youtube. Under dessa manifestationer har han bland annat på olika sätt skändat Koranen.
Under tiden som partiledare för Stram Kurs har Rasmus Paludan använt sig av en rad olika titlar, såsom "frihetens soldat", "de svagas beskyddare", "samhällets väktare" och "danernas ljus". Sedan 2020 är Paludan självutnämnd ärkebiskop i den av honom själv grundade Sankt Jakob Mordödarens kyrka.

## Familj
Rasmus Paludan är son till den svenske journalisten Tomas Polvall samt bror till poeten Tine Paludan och författaren Martin Paludan, ansvarig för sociala medier för partiet Alternativet (Danmark).